# Orden vom Flügel des heiligen Michael

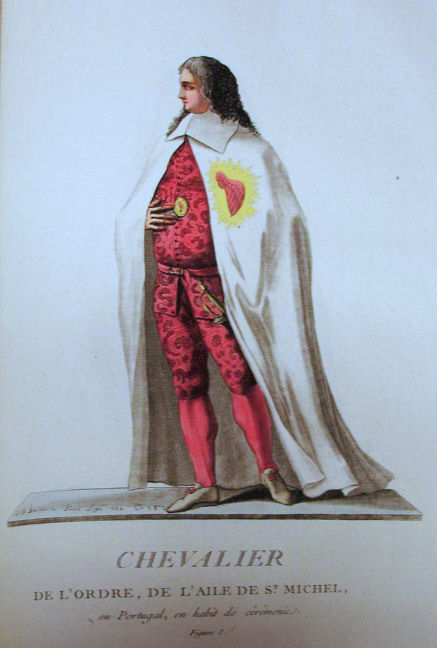
Ordenskleidung im 18. Jh.

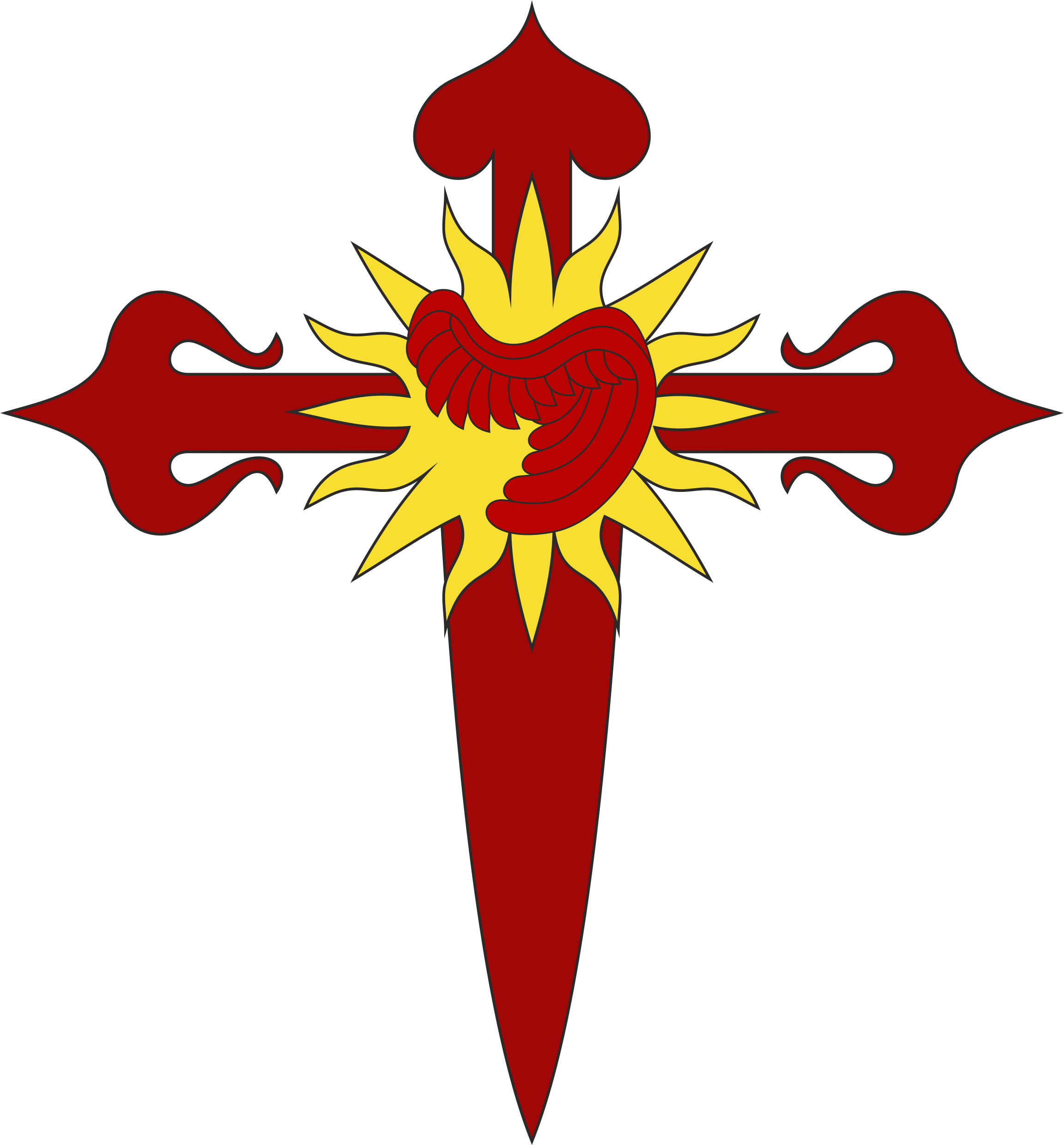
Wappen des Ordens vom Flügel des heiligen Michael

Der Orden vom Flügel des heiligen Michael (Ordem de São Miguel da Ala) ist einer der drei dynastischen Orden des Hauses Braganza.

## Ränge
Der Orden vom Flügel des heiligen Michael besitzt folgende vier Grade:
- Großkreuz
- Großoffizier
- Komtur
- Ritter

## Geschichte
Anlass zur Gründung des Ordens vom Flügel des heiligen Michael soll Siege des Königs Alfons I. bei Santarém über die Mauren 1147 gewesen sein. Der Legende nach hatte der Erzengel Michael in das Kampfgeschehen eingegriffen, als sein geflügelter Arm mit dem Schwert am Himmel erschien.
Der Orden wurde von Papst Alexander III. genehmigt und dem Zisterzienserabt von Alcobaça unterstellt. Die ersten Ritter, in den Orden aufgenommen wurden, war eine Gruppe von Jakobsrittern, die auch die Leibgarde des Königs bildete. Der Orden blieb bis heute als dynastische Ehrendekoration bestehen.
1630 hatten die Zisterzienser noch einmal bestätigt, dass der Orden dem Abt von Alcobaça unterstehe und dass der König von Portugal das Amt des Großmeisters bekleide. 1848 gründete König Miguel I. von Portugal mit Erlaubnis der Päpste Gregor XVI. und Pius IX. den Orden vom Flügel des Heiligen Michael neu. 1986 bestätigten der Heilige Stuhl und die portugiesische Republik, dass Duarte Pio de Bragança, das aktuelle Oberhaupt des Hauses Braganza, sowohl der direkte Nachkomme von König Miguel I. als auch der Großmeister des Ordens vom Flügel des Heiligen Michael ist.
Wie der Annunziaten-Orden, der Orden der Heiligen Mauritius und Lazarus und der Orden unserer lieben Frau von Vila Viçosa verfügt auch der Orden vom Flügel des Heiligen Michael über eine Bruderschaft als der soziale und religiöse Teil des Ordens. 1990 wurden ihre Statuten auf der Grundlage der Königlichen Bruderschaft des Heiligen Eucharistie-Wunders von Santarém revidiert. Orden und Titel vom Flügel des Hl. Michael werden vom Hause Braganza nur über diese Bruderschaft verliehen.
Neben dem Orden vom Flügel des Hl. Michael sind auch der Orden von Vila Viçosa und der Orden der heiligen Isabella dynastische Orden des Hauses Braganza.
Da 1981 ein portugiesischer Abgeordneter, Nuno da Câmara Pereira, Fadosänger und Präsident der vom Herzog von Braganza nicht unterstützten Monarchistischen Volkspartei PPM, einen privaten Verein unter der Bezeichnung Assoçião Ordem de São Miguel de Ala rechtsgültig hat eintragen lassen, beschäftigte 2014/15 ein Streit zwischen der PPM und Duarte Pio um die Verwendung der Ordenszeichen die Gerichte Portugals. Im Dezember 2015 gewann Duarte Pio das Verfahren. Die PPM erkennt die Rechtmäßigkeit des gegenwärtigen Thronprätendenten nicht an, sondern Pedro José Folque de Mendoça, einen Nachfahren von Nuno José Severo de Mendoça Rolim de Moura Barreto.